# Championnat de Hong Kong de football 1965-1966
Navigation
Saison précédente Saison suivante
La saison 1965-1966 du Championnat de Hong Kong de football est la vingt-et-unième édition de la première division à Hong Kong, la First Division League. Elle regroupe, sous forme d'une poule unique, les douze meilleures équipes du pays qui se rencontrent deux fois, à domicile et à l'extérieur. En fin de saison, les deux derniers du classement sont relégués et remplacés par les deux meilleurs clubs de Second Division League, la deuxième division hongkongaise. 
C'est le club de South China AA qui remporte le championnat cette saison après avoir terminé en tête du classement final, avec huit points d'avance sur le tenant du titre, Happy Valley AA et neuf sur Sing Tao SC. C'est le douzième titre de champion de Hong Kong de l'histoire du club, le premier depuis quatre saisons. South China devient par la même occasion le premier club hongkongais à prendre part à une compétition continentale, à savoir la Coupe d'Asie des clubs champions.
En bas du classement, c'est un coup de tonnerre puisque c'est le club de Kitchee SC qui accompagne Kwong Wah AA en deuxième division, deux ans à peine après son dernier titre de champion.

## Clubs participants
- Kitchee SC
- Kowloon Motor Bus FC
- South China AA
- Eastern AA
- Tung Wah FC
- Tung Sing FC
- Sing Tao SC
- Yuen Long SA
- Kwong Wah AA
- Hong Kong Rangers - Promu de D2
- Hong Kong Police FC
- Happy Valley AA

## Compétition
Le barème de points servant à établir les classements se décompose ainsi :
- Victoire : 2 points
- Match nul : 1 point
- Défaite : 0 point

### Classement
| Rang | Équipe               | Pts | J  | G  | N | P  | Bp | Bc | Diff |
| ---- | -------------------- | --- | -- | -- | - | -- | -- | -- | ---- |
| 1    | South China AA       | 39  | 22 | 19 | 1 | 2  | 79 | 26 | +53  |
| 2    | Happy Valley AAT     | 31  | 22 | 14 | 3 | 5  | 53 | 35 | +18  |
| 3    | Sing Tao SC          | 30  | 22 | 14 | 2 | 6  | 69 | 31 | +38  |
| 4    | Yuen Long SA         | 28  | 22 | 11 | 6 | 5  | 43 | 34 | +9   |
| 5    | Eastern AA           | 27  | 22 | 11 | 5 | 6  | 44 | 37 | +7   |
| 6    | Tung Sing FC         | 25  | 22 | 10 | 5 | 7  | 53 | 37 | +16  |
| 7    | Hong Kong Police FC  | 24  | 22 | 11 | 2 | 9  | 48 | 34 | +14  |
| 8    | Kowloon Motor Bus FC | 24  | 22 | 9  | 6 | 7  | 44 | 38 | +6   |
| 9    | Hong Kong RangersP   | 14  | 22 | 5  | 4 | 13 | 40 | 50 | -10  |
| 10   | Tung Wah FC          | 13  | 22 | 5  | 3 | 14 | 34 | 57 | -23  |
| 11   | Kitchee SC           | 6   | 22 | 1  | 4 | 17 | 26 | 92 | -66  |
| 12   | Kwong Wah AA         | 3   | 22 | 1  | 1 | 20 | 23 | 85 | -62  |

|  | Qualification pour la Coupe d'Asie des clubs champions 1967 |
|  | Relégation directe en deuxième division                     |
|  | T : Tenant du titre P : Promu de D2                         |

## Bilan de la saison
| Championnat de Hong Kong de football 1965-1966 |                            |
| Champion                                       | South China AA (12e titre) |
| Coupes et trophées                             |                            |
| Vainqueur de la Coupe de Hong Kong 1965-1966   | Non disputée               |
| Qualifications continentales                   |                            |
| Coupe d'Asie des clubs champions 1967          | South China AA             |
| Promotions et relégations                      |                            |
| Promus en First Division League                | Hong Kong FC               |
| Promus en First Division League                | Army XI                    |
| Relégués en Second Division League             | Kitchee SC                 |
| Relégués en Second Division League             | Kwong Wah AA               |